# Cratere Văcărescu
Văcărescu  è un cratere sulla superficie di Venere. Deve il proprio nome alla scrittrice rumena Elena Văcărescu.